# Eurycletodes aculeatus
Eurycletodes aculeatus är en kräftdjursart som beskrevs av Georg Ossian Sars 1920. Eurycletodes aculeatus ingår i släktet Eurycletodes och familjen Argestidae. Inga underarter finns listade i Catalogue of Life.